# Eteroduplex
L'eteroduplex è un termine della genetica che indica una struttura ibrida di una molecola di acido nucleico e si riferisce all'area formata da due filamenti provenienti da molecole diverse. Un esempio di eteroduplex è quello che si crea al termine della trasformazione batterica nella quale il filamento esogeno si inserisce nel cromosoma batterico della cellula accettrice che ne crea il complementare.